# Alberto Cerqui
Alberto Cerqui, född 20 juni 1992 i Brescia, är en italiensk racerförare som tävlar för ROAL Motorsport i World Touring Car Championship.

## Racingkarriär
Cerqui inledde sin racingkarriär i det italienska formelbilsmästerskapet Formula Azzurra år 2009, efter att ha varit framgångsrik inom karting och bland annat blivit fyra i det europeiska mästerskapet i KF3. I Formula Azzurra tog han sex pallplatser, varav fyra segrar, i den sexton racen under säsongen och vann mästerskapet. Cerqui valde sedan att ta ytterligare ett kliv inom formelbilsracingen och hamnade då i det italienska F3-mästerskapet 2010. Det blev dock inte någon framgång där, utan Cerqui tog bara tre poäng under säsongen och slutade på nittonde plats totalt. I rookieklassen blev han femma.
I december 2010 testade Cerqui en av Team BMW Italias bilar i Superstars Series på Adria International Raceway och drygt en månad senare stod han klar som en av deras förare för säsongen 2011. Under året var han ofta med och slogs om höga placeringar och lyckades ta sin första seger under den andra av två tävlingshelger på Misano World Circuit, då han till och med satte hat trick. Efter framgången missade Cerqui inte pallen mer än tre gånger i det som återstod av säsongen. I det första racet på Autodromo Internazionale del Mugello satte han sitt andra hat trick för säsongen och det enda han missade att ta under helgen var snabbaste varv i det andra racet. När säsongen var över låg han trea i det så kallade International Superstars Series, bara två poäng bakom Luigi Ferrara. Campionato Italiano Superstars, den italienska klassen i mästerskapet, vann han dock före Max Pigoli, med Ferrara på tredje plats. Cerqui blev även "Rookie of the Year" och fick därför ett test i Auto GP.
ROAL Motorsport, som driver Team BMW Italia i Superstars Series och hade Cerqui som förare under 2011, drev även Tom Coronels bil i World Touring Car Championship under 2011. Cerqui hade testat deras BMW 320 TC i juli samma år och fick sedan ett kontrakt med teamet i WTCC till säsongen 2012, då teamet valt att utöka sin satsning till två bilar.
| År                                               | Klass/Mästerskap                                    | Team            | Bil                    | Starter        | Totalt/poäng   | Bästa placering                |
| ------------------------------------------------ | --------------------------------------------------- | --------------- | ---------------------- | -------------- | -------------- | ------------------------------ |
| 2009                                             | Formula Azzurra – Trofeo Alboreto                   | MG Motorsport   | FA Uboldi GU/07 (Fiat) | 16/16          | 1:a/77p        | Fyra segrar                    |
| 2010                                             | Campionato Italiano Formula 3                       | Ombra Racing    | Dallara F310 (FPT)     | 16/16          | 19:e/3p        | 9:a på Hockenheimring (Race 2) |
| 2010                                             | Campionato Italiano Formula 3 – Rookie              | Ombra Racing    | Dallara F310 (FPT)     | 16/16          | 5:a/?p         | ?                              |
| 2011                                             | Superstars Series – International Superstars Series | Team BMW Italia | BMW M3 E92             | 16/16          | 3:a/163p       | Tre segrar                     |
| 2011                                             | Superstars Series – Campionato Italiano Superstars  | Team BMW Italia | BMW M3 E92             | 12/12          | 1:a/126p       | Tre segrar                     |
| 2012                                             | World Touring Car Championship                      | ROAL Motorsport | BMW 320 TC             | säsongen pågår | säsongen pågår | säsongen pågår                 |
| Senast uppdaterad: 2012-04-10 (4644 dagar sedan) |                                                     |                 |                        |                |                |                                |